# Sajmino
Jezioro Sajmino (Kajkowskie) – jezioro położone w województwie warmińsko-mazurskim w Ostródzie na południowo-wschodnim skraju miasta.
Na zachód od jeziora znajduje się wieś Kajkowo. Wzdłuż północno-wschodniego brzegu przebiega Droga krajowa nr 16. Na północno-zachodnim brzegu znajduje się kąpielisko miejskie. Od południowego wschodu jest połączone ciekiem wodnym z jeziorem Sement Mały. Zbiornik o mało rozwiniętej linii brzegowej, łagodnych stokach, piaszczystej ławicy i dnie mulisto-piaszczystym.